# Bruno Gentili (Journalist)
Bruno Gentili (* 23. Mai 1954 in Valmontone) ist ein italienischer Journalist und Fußballkommentator. Seit 2007 ist er bei Rai – Radiotelevisione Italiana tätig.

## Werdegang
2010 löste er Marco Civoli als Kommentator bei Spielen der italienischen Fußballnationalmannschaft ab. In der Funktion des Kommentators war er auch bei der Europameisterschaftsendrunde 2012 dabei. Im November 2012 kommentierte er letztmals ein Spiel der „Squadra Azzurra“. Seitdem kommentiert er im Radio.